# کیم پاسیبل (فیلم)
کیم پاسیبل (انگلیسی: Kim Possible) یک فیلم تلویزیونی اکشن-ماجراجویی کمدی آمریکایی است که در ۲۵ فوریه ۲۰۱۹ در شبکه اورجینال مووی توسط شبکه دیزنی نمایش داده شد. این فیلم بر اساس کیم پاسیبل اثر باب اسکولی ساخته شد. به دنبال این فیلم مینی سریال کیم پاسیبل منتشر شد که بین ۵ و ۲۴ ژوئن ۲۰۱۹ پخش شد.